# Ricardo Monasterio
Ricardo Andrés Monasterio Guimaraes (Caracas, 1978) es un nadador venezolano de estilo libre. Ha participado de cuatro Juegos Olímpicos consecutivos a partir de Atlanta 1996.
Monasterio nació en Caracas, Venezuela. Asistió a la Universidad de Florida en Gainesville, donde nadó para el equipo de su universidad, Florida Gators, con Gregg Troy como entrenador. Compitió en la NCAA de 1999 a 2001. Monasterio fue reconocido cuatro veces con el premio All-America representado a los Gators. Monasterio se graduó en 2004 con un título en Estadística.